# رگنار سیگورسون
راگنار سیگورسون (ایسلندی: Ragnar Sigurðsson؛ زادهٔ ۱۹ ژوئن ۱۹۸۶) بازیکن فوتبال اهل ایسلند است.

## باشگاهی
از باشگاه‌هایی که در آن بازی کرده‌است می‌توان به فیلکیر، گوتبورگ، کپنهاگن، کراسنودار، فولام، روبین کازان و روستوف اشاره کرد.

## تیم ملی
وی همچنین در تیم ملی فوتبال ایسلند بازی کرده‌است.